# Acanthopale
Genre
Acanthopale est un genre de plantes à fleurs de la famille des Acanthaceae. Certaines espèces du genre sont cultivées comme plantes ornementales. 

## Liste d'espèces
Selon Catalogue of Life (12 février 2021) :
- Acanthopale aethiogermanica
- Acanthopale breviceps
- Acanthopale confertiflora
- Acanthopale cuneifolia
- Acanthopale decempedalis
- Acanthopale humblotii
- Acanthopale laxiflora
- Acanthopale macrocarpa
- Acanthopale madagascariensis
- Acanthopale perrieri
- Acanthopale pubescens
- Acanthopale ramiflora

Selon The Plant List (25 avril 2015) :
- Acanthopale aethiogermanica Ensermu
- Acanthopale albosetulosa C.B.Clarke
- Acanthopale confertiflora (Lindau) C.B.Clarke
- Acanthopale decempedalis C.B.Clarke
- Acanthopale laxiflora (Lindau) C.B.Clarke
- Acanthopale longipilosa Mildbr. ex Bremek.
- Acanthopale macrocarpa Vollesen
- Acanthopale madagascariensis (Baker) C.B.Clarke ex Bremek.
- Acanthopale pubescens (Lindau ex Engl.) C.B.Clarke